# Блох, Ной Маркович
Ной Маркович Блох (Noé Bloch; 1875, Санкт-Петербург — 1937, Париж) — известный французский кинопродюсер, директор, организатор кинопроизводства российского происхождения.
С 1917 года — во Франции.
Создатель русского кино в эмиграции — работал вместе с Иосифом Ермольевым и Грегором Рабиновичем. В 20-х годах учредил студию La Société Albatros, которая просуществовала до конца 20-х годов, сыграв важную роль в развитии французского кино.

## Фильмография
- 1927 — Казанова

## Семья
Племянник — Анатоль Литвак, кинорежиссёр и продюсер.